# Gynocardia
Gynocardia is een geslacht uit de familie Achariaceae. Het geslacht telt een soort die voorkomt van Nepal tot in China en in Indochina.

## Soorten
- Gynocardia odorata R.Br.